# Municipio de Wexford
El municipio de Wexford (en inglés: Wexford Township) es un municipio ubicado en el condado de Wexford en el estado estadounidense de Míchigan. En el año 2010 tenía una población de 1072 habitantes y una densidad poblacional de 11,33 personas por km².

## Geografía
El municipio de Wexford se encuentra ubicado en las coordenadas 44°28′12″N 85°45′41″O / 44.47000, -85.76139. Según la Oficina del Censo de los Estados Unidos, el municipio tiene una superficie total de 94.65 km², de la cual 94,63 km² corresponden a tierra firme y (0,02 %) 0,02 km² es agua.

## Demografía
Según el censo de 2010, había 1072 personas residiendo en el municipio de Wexford. La densidad de población era de 11,33 hab./km². De los 1072 habitantes, el municipio de Wexford estaba compuesto por el 97,76 % blancos, el 1,03 % eran amerindios, el 0,28 % eran asiáticos, el 0,19 % eran de otras razas y el 0,75 % eran de una mezcla de razas. Del total de la población el 1,59 % eran hispanos o latinos de cualquier raza.